# 讷维帕尤站
讷维帕尤站，是法国的一个铁路车站，位于法国安德尔省的讷维帕尤市镇范围内。

## 位置
讷维帕尤站位于讷维帕尤的南部。车站大致呈东北-西南走向，开口朝东南，并可通过紧邻的铁路平交道口连接。

## 车站概况
讷维帕尤站是一个无人值守的乘降所，站内没有任何售票服务及设施，乘客需上车购买车票或使用通勤卡。
由于讷维帕尤人口数量较少，而讷维帕尤站的位置又相对较偏，因此在该站上下车的乘客并不多。
讷维帕尤站没有地下通道或天桥，前往上行方向站台的乘客需横穿铁路正线，加之该站站台较窄，因此该站存在一定的安全隐患。

## 停靠线路
以下列车线路在讷维帕尤站停靠：
| 讷维帕尤站列车线路表                   |      |        |        |                 |
| 线路                                   | 车种 | 上一站 | 下一站 | 大致运行频率    |
| 奥尔良/维耶尔宗—沙托鲁/阿让通/拉苏特兰 | TER  | 伊苏丹 | 沙托鲁 | 每天4趟左右     |
| 维耶尔宗→利摩日                        | TER  | 伊苏丹 | 沙托鲁 | 每天1趟（单向） |
| 1. 2.                                  |      |        |        |                 |

## 配套交通

### 大巴车
讷维帕尤站对应的大巴车上下车地点位于讷维帕尤的镇中心，距离讷维帕尤站大约200米。TER Centre - Val-de-Loire提供经停该地的"沙托鲁—伊苏丹—布尔日"大巴车线路。
此外，当某条铁路线施工或罢工时，SNCF也会提供途径该线路沿途站点的大巴车。

### 市区公交
讷维帕尤站附近暂无固定的城市公共交通线路。

## 临近车站
| 讷维帕尤站（Gare de Neuvy-Pailloux） |                    |          |
| 上行车站                             | 线路               | 下行车站 |
| 伊苏丹站                             | 奥尔良－蒙托邦铁路 | 沙托鲁站 |